# Melochia bernoulliana
Melochia bernoulliana là một loài thực vật có hoa trong họ Cẩm quỳ. Loài này được Donn. Sm. mô tả khoa học đầu tiên năm 1903.